# Santa Teresa de Lleida
|  | No s'ha de confondre amb el convent de Santa Teresa de Lleida. |

Santa Teresa de Lleida és una església d'origen noucentista de Lleida (Segrià) inclosa a l'Inventari del Patrimoni Arquitectònic de Catalunya, acabada i ampliada recentment amb un estil actual.

## Descripció

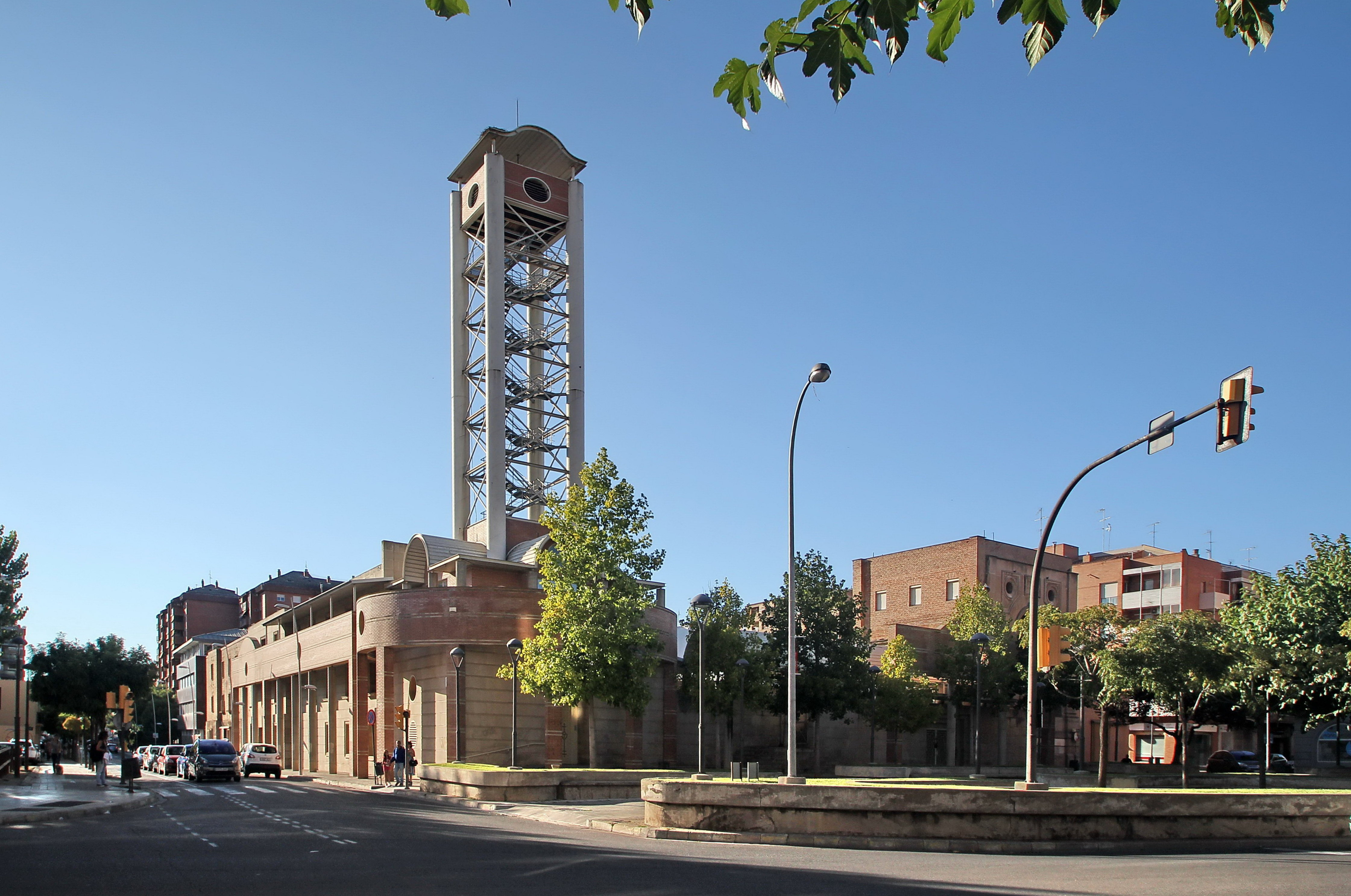
El conjunt del santuari des de la plaça de les Missions, amb el campanar a l'esquerra. L'edifici noucentista és el volum que queda a la dreta amb façana a la plaça.

De l'obra noucentista va quedar un volum aïllat de planta baixa i pis amb una façana feta de pedra seguint un estil que recorda el mode de fer romà, a la manera d'un arc triomfal (aquest volum actualment no es troba aïllat sinó integrat a l'edifici modern). L'ornament és a base d'esgrafiats. Al darrere hi ha una altra façana arrebossada i amb finestres de fusta. La mitgera és realitzada amb totxo, amb una certa cura de les llindes, tot amb molta senzillesa.

## Història
Els Carmelites Descalços retornaren a Lleida el vuit de setembre de 1928 i començaren la tasca de la construcció del seu nou temple. El dia sis de gener de 1929 es col·locà la primera pedra d'un grandiós projecte que es truncà per l'arribada de la guerra. Hi quedaren doncs, els fonaments i aquest volum aïllat.
A les darreres dècades s'ha acabat l'església i les dependències parroquials amb un estil modern integrant els elements noucentistes.